# Divišov
Divišov (v latinských textech Divischovium, v německých Diwischau) je městys v okrese Benešov ve Středočeském kraji, přibližně 13 kilometrů východně od Benešova. Území obce má rozlohu 3099 ha. Městys a jeho okolí tvoří region Divišovsko. V městysi žije přibližně 1 800 obyvatel.

## Členění městyse
Městys se skládá ze 6 katastrálních území, na nichž leží 8 částí obce (dvě z katastrálních území jsou rozdělena na dvě části obce). Katastrální území Zdebuzeves (s částmi Zdebuzeves a Radonice) tvoří exklávu obce, která je od hlavní části obce oddělena územím obcí Všechlapy a Český Šternberk. 
Městys se skládá z těchto částí: 
- Divišov (k. ú. Divišov u Benešova)
- Dalovy (k. ú Dalovy)
- Křešice (k. ú. Křešice u Divišova)
- Lbosín (k. ú. Lbosín)
- Měchnov a Šternov (k. ú. Měchnov)
- Zdebuzeves a Radonice (k. ú. Zdebuzeves, exkláva městyse)

Od 1. ledna 1980 do 23. listopadu 1990 k městysi patřily i Litichovice a Slověnice.

## Název
Název obce je v 1. polovině 13. století zachycen v podobách Divišov a Divišovice: „1218 … testis Dyuvis de Dyuviscov …1219 Diuis de Diuisoviz …“; poté se ustálila podoba Divišov. Tímto názvem bylo vyjádřeno, že jde o majetek Divišův. Osobní jméno Diviš, které je základem názvu městečka, může být českou obdobou řeckého jména Dionýsios, což znamená „bůh vína“, popřípadě též „božské dítě“; podle jiného výkladu jde o jméno českého původu pocházející z výrazu „divoký“ (patrně vlivem formální podoby s přídavným jménem divý).

## Historie

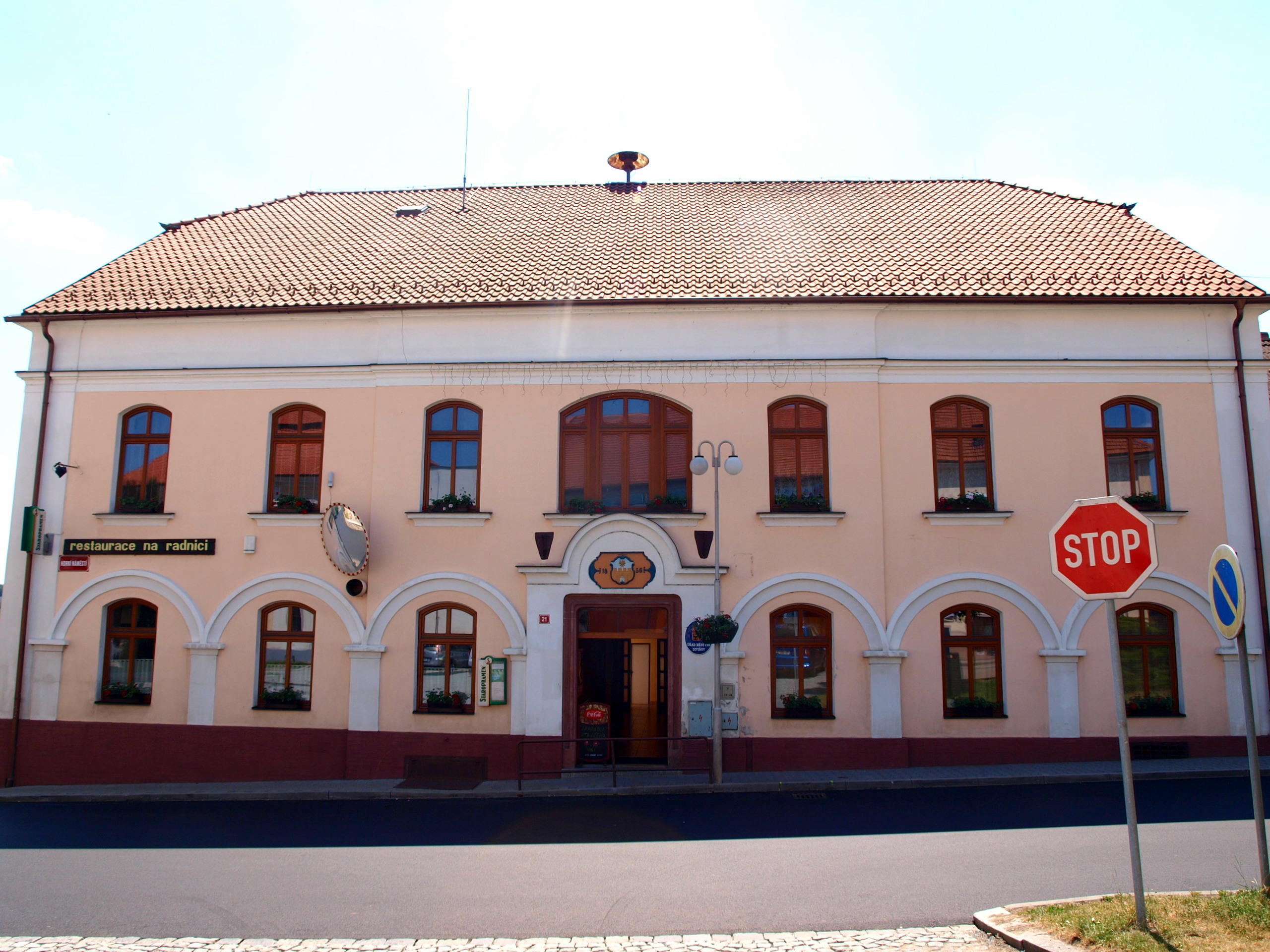
Úřad městyse Divišova

### Dějiny městečka
Divišov bylo poddanské město, jehož založení spadá do období do doby vlády Břetislava I. (1034–1055). Zakladatelem obce byl Diviš, člen družiny knížete Břetislava.
Na místě dnešní starobylé budovy děkanství stávala tvrz, kolem které se začala tvořit osada. Před rokem 1242 založil Zdislav, prvorozený syn Diviše z Divišova, hrad Šternberk (dnešní městys Český Šternberk). Pojmenován byl po původním erbu Diviše z Divišova, zlaté osmicípé hvězdě na modrém poli. Následně se tedy z Divišovců stal rod Šternberků, jež vlastní hrad do dnešních dnů. V průběhu roku 1545 byla osada Divišov povýšena na město, které získalo privilegiem krále Ferdinanda I. na žádost Jana Holického ze Šternberka právo výročního trhu (pořádání sobotních trhů) a hrdelní (trestání zločinců). Město zároveň dostalo znak v podobě zlaté hvězdy, který připomínal pány ze Šternberka a městskou pečeť. O poměrech v Divišově vypovídá i smolná kniha z let 1617–1751, která přetrvala hrozný požár v roce 1742, kdy téměř celé město lehlo popelem. Na konci 19. století zde vznikla továrna na výrobu a zpracování sametu, jejichž plyše a samety byly na světové výstavě ve Francii na přelomu století vysoko oceněny.
Dne 1. března 1900 byla v Divišově otevřena pošta a v roce 1902 byla v ní instalována telegrafní stanice a od roku 1925 začala fungovat pravidelná autobusová linka Benešov – Divišov, která spolu s paralelní železnicí nazývanou Posázavský pacifik dopomohla k rozvoji chataření a vzniku více než 15 chatových osad. Stavba dálnice D1 od Prahy až do Šternova byla uvedena do provozu 8. července 1977 a ještě více akcelerovala jednak chatovou výstavbu v okolí, především u řek Blanice a Sázava a pak rekonstrukce chalup, samostatných hospodářských stavení a mlýnů, které zůstávaly volné po migraci obyvatel do měst v poválečném období. Tři roky po druhé světové válce založil Jaroslav Simandl továrnu na závodní motocykly značky Jawa (původně ESO). Dále v Divišově sídlí od roku 1990 společnost FRAM s.r.o., která se zabývá lisováním tvarových gumových výrobků.
Od 10. října 2006 byl obci vrácen status městyse. Po roce 2000 byla zastavěna rodinnými domky oblast 20 ha po kopcem Vrcha (533 m n. m.) směrem k dálnici D1, připravuje se třetí etapa zástavby směrem k logistickému areálu u Měchnova. Stavební rozvoj zažívá i západní okraj obce (výpadovka na Benešov), kde došlo k výstavbě garáží nákladních vozidel a několika desítek rodinných domků. V roce 2004 došlo v souvislosti s výstavbou logistického areálu u Měchnova k plynofikaci a ke stavbě kanalizace v celé obci.

### Územněsprávní začlenění
Dějiny územněsprávního začleňování zahrnují období od roku 1850 do současnosti. V chronologickém přehledu je uvedena územně administrativní příslušnost obce v roce, kdy ke změně došlo:
- 1850 země česká, kraj České Budějovice, politický okres Benešov, soudní okres Vlašim[9]
- 1855 země česká, kraj Tábor, soudní okres Vlašim
- 1868 země česká, politický okres Benešov, soudní okres Vlašim
- 1937 země česká, politický i soudní okres Vlašim[10]
- 1939 země česká, Oberlandrat Německý Brod, politický i soudní okres Vlašim[11]
- 1942 země česká, Oberlandrat Praha, politický okres Benešov, soudní okres Vlašim[12]
- 1945 země česká, správní i soudní okres Vlašim[13]
- 1949 Pražský kraj, okres Vlašim[14]
- 1960 Středočeský kraj, okres Benešov
- 2003 Středočeský kraj, okres Benešov, obec s rozšířenou působností Vlašim

## Pamětihodnosti

### Křesťanské památky

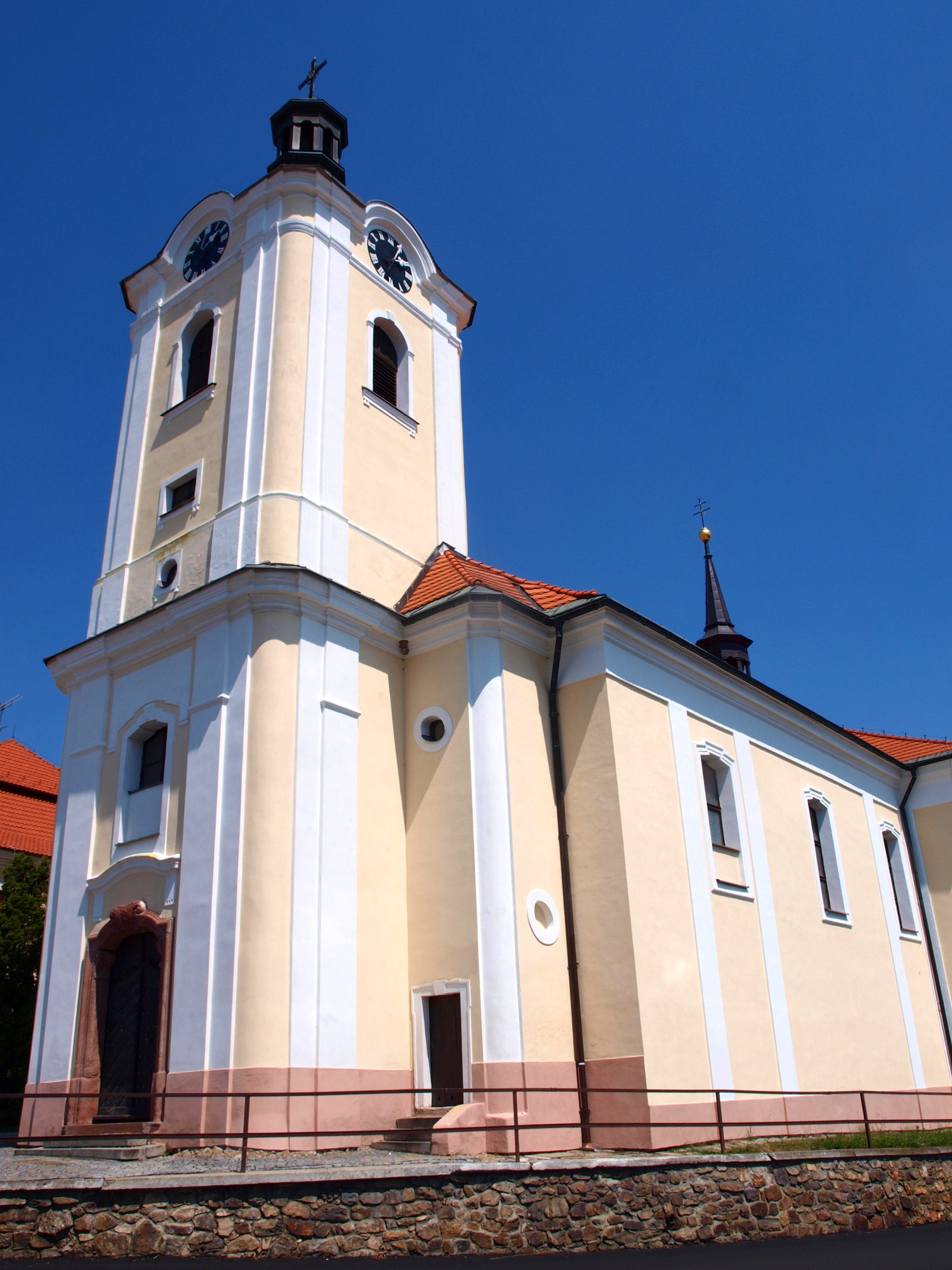
Kostel svatého Bartoloměje

Divišovský kostel sv. Bartoloměje, který byl poprvé v literatuře uveden v roce 1350, byl původně klasickou gotickou stavbou inspirovanou tehdejší španělskou architekturou. V roce 1742 vyhořel a požárem byly zničeny dokonce i kostelní zvony.
Druhou památkovou budovou je barokní děkanství naproti kostelu, obytná patrová budova s mansardovou střechou, střední část průčelí má bosované lizény. Celkový tehdejší pohled na městečko z ptačí perspektivy od jihu zachytil v kresbě Antonín F. Zástěra v roce 1753. V současnosti slouží tato budova částečně jako fara a k příležitostným kulturním a divadelním představením. Budovu fary z jižní poloviny obklopovala od konce 19. století farní zahrada, po válce přeměněná na veřejnosti přístupný park s raně romantickou zděnou bránou směrem k budově kostela.
V kryptě kostela je mimo jiné pochována Eliška (Alžběta), sestra krále Jiřího z Poděbrad, manželka Jiřího Holického ze Šternberka, který vlastnil nedaleký hrad Český Šternberk. Eliška zemřela v roce 1468 ve věku 50 let. V kostele se nachází i kopie populárního obrazu Panny Marie Divišovské z římského kostela Ara coeli.

### Židovské památky
Vedle křesťanského a převažujícího katolického lidu žili do 20. století v Divišově i Židé, kteří si postavili svoji modlitebnu – divišovskou synagogu. První zmínky o židech se objevují v roce 1685, podle soupisu z roku 1724 pouze dvě rodiny a na konci 18. století zde žilo 10 rodin a nejvíce v roce 1888 – již celkem 133 osob. Za první republiky počet židů klesl na 20 osob žijících převážně v dnešní Šternberské ulici kolem synagogy vystavěné v pozdně klasicistním stylu s půlválcovou apsidou. Interiér osvětluje menší mosazný a zajímavý velký železný klasicistní lustr a řada nástěnných světel. Hlavní prostor zaujímají dvě řady s 10 lavicemi pro 5 až 6 osob (celkem 120 mužských sedadel). Pravidelné bohoslužby se zde konaly až do třicátých let 20. století, před druhou světovou válkou pouze o hlavních svátcích. V roce 1935 bylo veškeré zařízení synagogy převezeno do Benešova. Rabíni a správcové synagogy: Lazar Freund (1852–1860), Jindřich Schwarzkopf (1893–1905), Rudolf Glaser (1906–1912), Mojžíš Reither (1913–1917), poté nepravidelně zajížděli do obce rabíni: Adolf Loewy a Alois Schircus, oba z Uhlířských Janovic a Rudolf Blán. Starostové židovské náboženské obce: Vilém Meisl (1892–1910), Alfréd Kafka (1911–1916) a Karel Justitz 1924–1939. Své mrtvé pochovávali na židovském hřbitově za městem od roku 1776. Dnes je možné tento hřbitov s barokními a klasicistními náhrobky nalézt u dálničního sjezdu Šternov.

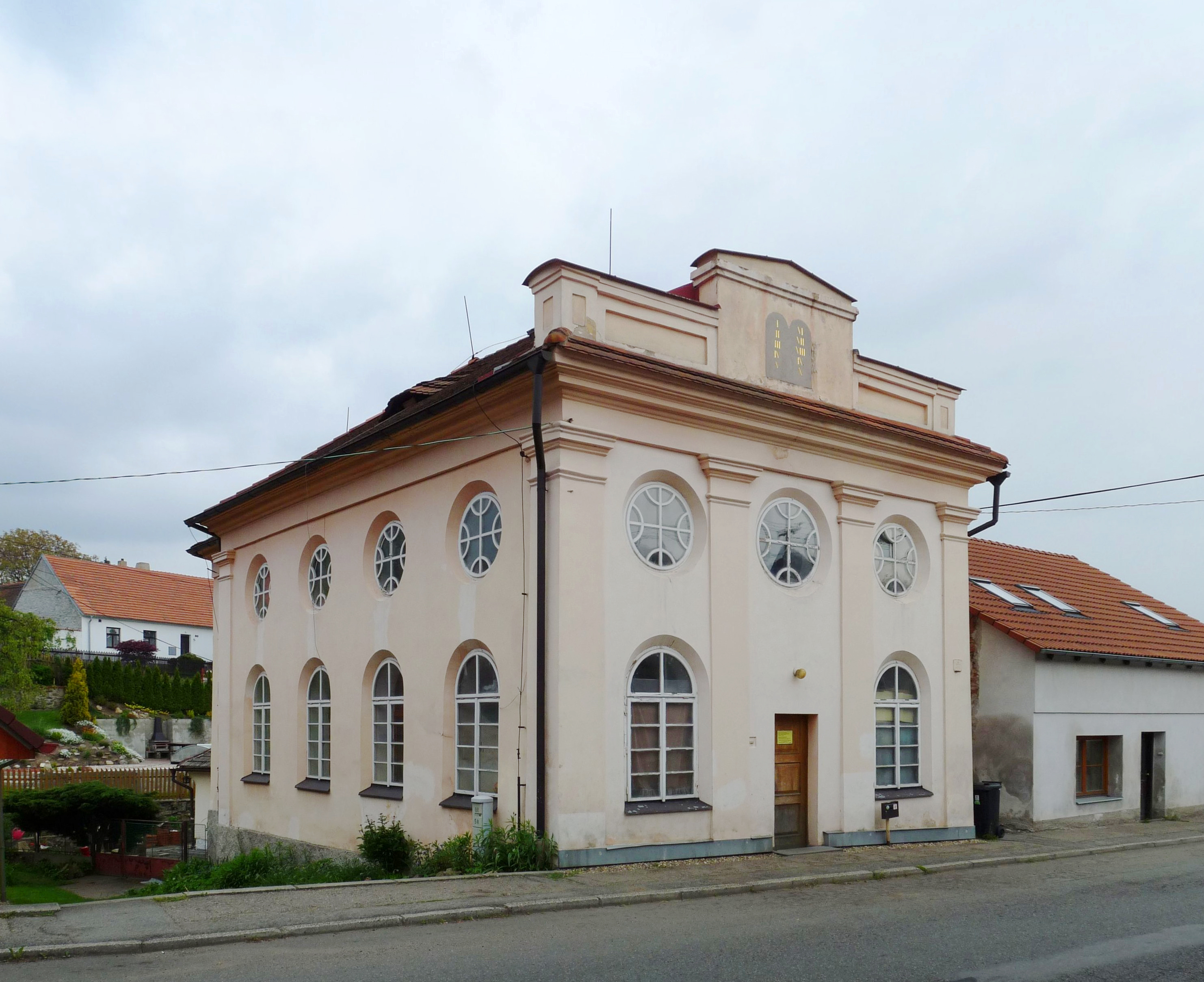
Divišovská synagoga

### Zánik židovské obce a rekonstrukce synagogy
Druhá světová válka znamenala konec židovského obyvatelstva v Divišově. Z obce byli transportováni a v koncentračních táborech zahynuli tito obyvatelé: Olga Blochová (* 1884), Otakar Bloch (* 1878), Růžena Fischerová (* 1873), Anna Justicová (* 1895), Milada Justicová (* 1922), Otto Justic (* 1925), Otto Klauber (* 1909), Zděnka Klauberová (* 1909), Rudolf Pick (* 1881), Růžena Picková (* 1890), Anna Poláčková (* 1915), Františka Poláčková (* 1879), Eliška Reinerová (* 1899), Emma Reinerová (* 1885), Matylda Reinerová (* 1870) a Viktor Reiner (* 1898). Po roce 1950 byla budova synagogy adaptována na provozovnu kadeřnictví, vnější vzhled byl budovy zachován. V dnešní době je synagoga kompletně opravená a sídlí zde muzeum mapující život židovského osídlení v regionu Divišovsko. Při obnově divišovské synagogy byl proveden archeologický a restaurátorský průzkum, dále zjištěna původní keramická dlažba, v sutích uvnitř nalezena část původního železného lustru. Stavba je velmi dobře zachována, patrně chybí pouze Davidovy hvězdy na střeše a původní nápis nad vstupem.

## Osobnosti
- František Kafka (1909–1991), spisovatel a předkladatel
- Ota Kafka (1911–1942), sportovní novinář a redaktor lidových novin
- Jaroslav Simandl (1905–1987), zakladatel Jawa Divišov a motocyklový závodník
- Josef Douba (1866–1928), malíř a ilustrátor
- Čeněk Vinař (1835–1872), varhaník a hudební skladatel
- Paul McNulty (* 1953), výrobce klavírů a fortepian původem z Houstonu ve Spojených státech, jehož dílna se nachází v Divišově

## Obyvatelstvo
Podle sčítání 1930 zde žilo v 226 domech 1 102 obyvatel. 1 100 obyvatel se hlásilo k československé národnosti. Žilo zde 1 007 římských katolíků, 13 evangelíků, 18 příslušníků Církve československé husitské, 44 ateistů a 20 židů.
| Rok            | 1869 | 1880 | 1890 | 1900 | 1910 | 1921 | 1930 | 1950 | 1961 | 1970 | 1980 | 1991 | 2001 | 2011 |
| -------------- | ---- | ---- | ---- | ---- | ---- | ---- | ---- | ---- | ---- | ---- | ---- | ---- | ---- | ---- |
| Počet obyvatel | 3278 | 3199 | 3003 | 2943 | 2673 | 2384 | 2096 | 1685 | 1700 | 1549 | 1451 | 1325 | 1307 | 1540 |
| Počet domů     | 394  | 386  | 391  | 386  | 390  | 398  | 431  | 455  | 410  | 398  | 371  | 471  | 491  |      |

## Služby

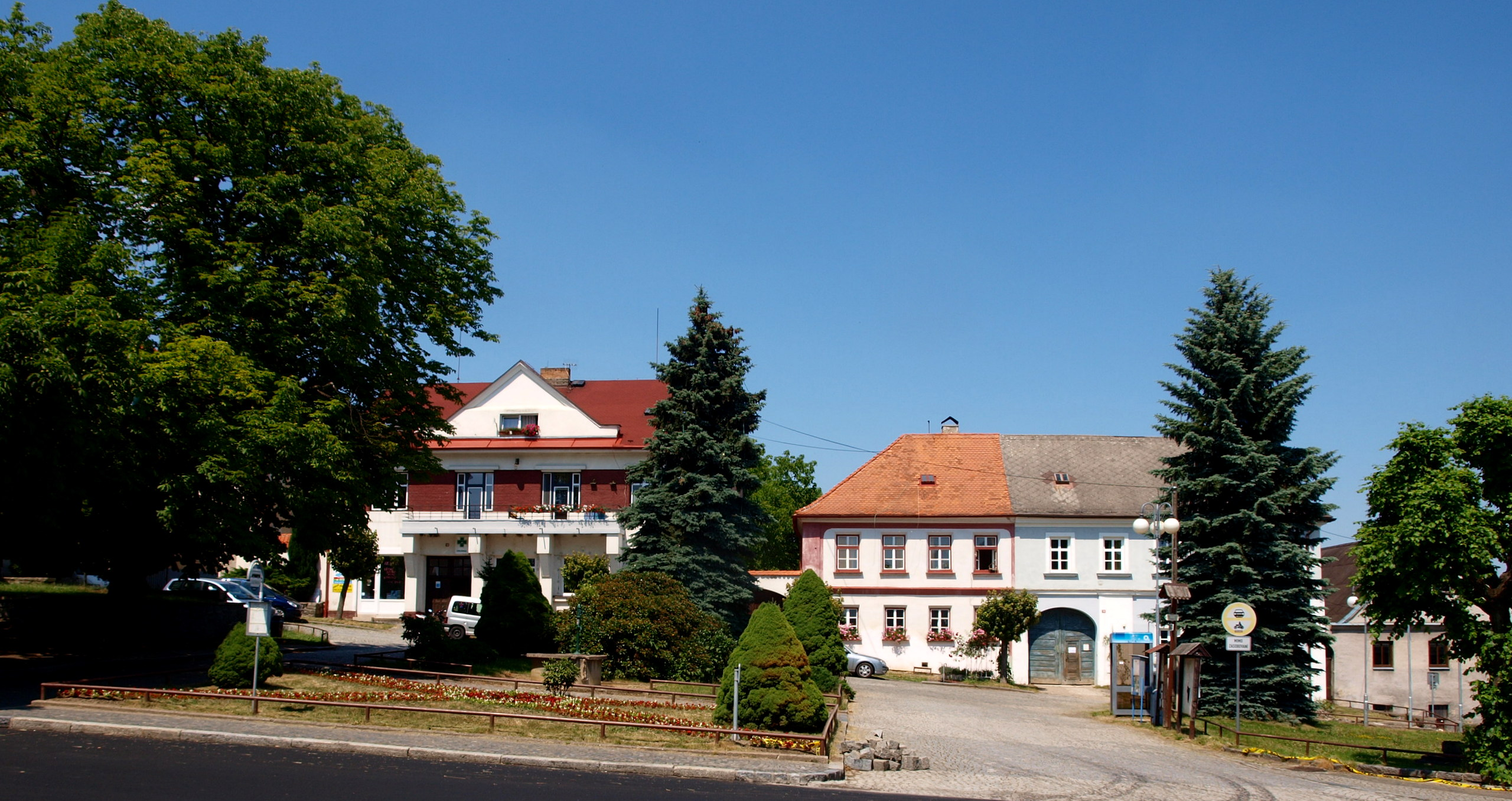
Tyršovo náměstí

V obci se nachází mateřská škola o pěti třídách a základní škola o 11 třídách. Sídlo ze má lékárna, ordinace praktického a dětského lékaře a dům pro seniory s denním stacionářem. Pro veřejnost slouží čtyři obchody s potravinami, zeleninou, nápoji včetně jedné prodejny s noční otvírací dobou. Nachází se zde dvě restaurace (Na Radnici a u Sokola) a jedna vinárna, dva autoservisy s odtahovou službou, osobní dopravce s cestovní kanceláří, několik kadeřnictví a masérství včetně thajského. Pro veřejnost je i travnaté fotbalové hřiště, antukové tenisové kurty a několik dětských hřišť včetně malého zoo za obcí.

### Statistiky z roku 1932
Ve městě (tehdy 1197 obyvatel) byly v roce 1932 evidovány tyto organizace: Společenstvo pekařů, řezníků a uzenářů, sbor dobrovolných hasičů, tři cihelny, dvě výrobny lihovin, hospodářské skladištní družstvo, poštovní úřad, telefonní úřad, telegrafní úřad, četnická stanice. Služby zajišťovali lékař, dvě autodrožky, kino Sokol, cukrář, drogerie, dvanáct obchodníků s dobytkem, sedm hostinců, sedm krejčích, obchod s materiálním zbožím, modistka, obchod s obuví firmy Baťa, dvě papírnictví, občanská záložna, dva zámečníci.

## Doprava
Do obou území obce zasahuje dálnice D1, je zde exit Šternov. Dále tudy prochází silnice II/111 Struhařov – Divišov – Český Šternberk, II/113 Ostředek – Divišov – Vlašim a II/125 Vlašim – Uhlířské Janovice. Silnice III. třídy:
- III/11121 II/111 – Lbosín
- III/11122 II/111 – Litichovice
- III/11123 Divišov – Dalovy
- III/11124 Divišov – Všechlapy
- III/11125 II/111 – Měchnov
- III/11126 Šternov – Drahňovice
- III/11127 II/111 – Radonice – Zdebuzeves – II/125
- III/11323 II/113 – Křešice

Železniční trať ani stanice na území městyse nejsou.
V městysi zastavovaly v roce 2012 autobusové linky jedoucí např. do těchto cílů: Benešov, Český Šternberk, Kolín, Louňovice pod Blaníkem, Pacov, Praha, Vlašim.

## Turistika
Divišovsko je centrem chataření a chalupaření. V 10 km okruhu od obce se nachází více než 500 chat nebo chalup, mnoho z nich celoročně obývaných. Okolní lesy jsou vhodné pro houbaření. Obcí prochází zelená turistická trasa směr chatová osada Poříčko, hrad Český Šternberk nebo ČD zastávka Domašín. Po silnici 111 prochází Divišovem i cyklotrasa č. 0072 ze zámku Jemniště na hrad Český Šternberk.

### Naučná stezka rytíře Kryštofa Šice
Žáci základní školy v roce 2008 obnovili již téměř zapomenutou naučnou stezku z Divišova do Českého Šternberka a nazvali jí Stezka rytíře Jana Kryštofa Šice. Naučná stezka začíná na návsi v Divišově, má celkem 10 zastavení s informačními tabulemi o myslivosti, o židovském náboženství, přírodě kolem Divišova či o hradu Český Šternberk, nacismu místního německého obyvatelstva za druhé světové války a končí v centru obce Český Šternberk. Protíná i známou rybí restauraci U Rybiček.

### Rozhledna Špulka a Ptačí stezka
V roce 2014 byla otevřena rozhledna Špulka a naučná Ptačí stezka v jejím okolí. Z rozhledny je možné uvidět nejen celou obec, ale při dobrém počasí i Sněžku nebo hory na Šumavě.

### Vrcha
V Divišově se nachází kopec Vrcha s nadmořskou výškou 533 metrů, který bývá pod sněhem do konce března a na jehož úpatí vede turistická stezka. Na jeho vrcholu se nachází veřejnosti nepřístupná věž, skrytá v lese. Z vrcholu je vidět i část hradu Český Šternberk z opačné strany, než je na běžných fotografiích.